# Roy Bakkenes
Roy Bakkenes (Amersfoort, 8 november 1990) is een Nederlands voetballer. Hij verruilde in 2014 Antwerp FC voor DOVO. De middenvelder stond drie seizoenen op het veld bij FC Volendam en kwam vervolgens uit voor Antwerp FC. Nadat zijn contract daar niet werd verlengd, stapte hij over naar de amateurs van DOVO. Sinds 2020 voetbalt hij bij Sparta Nijkerk. 